# Cumaru
Cumaru là một đô thị thuộc bang Pernambuco, Brasil. Đô thị này có diện tích 278,49 km², dân số năm 2007 là 32355 người, mật độ 116,18 người/km².